# Mario Beccaria
Mario Beccaria, född 18 juni 1920 i Sant'Angelo Lodigiano i provinsen Lodi, död 22 november 2003, var en italiensk kristdemokratisk politiker. Han var ledamot av Italiens deputeradekammare och senare italienska parlamentet.
Han valdes till borgmästare i Sant'Angelo Lodigiano 1960 som efterträdare till Gino Pasetti. Efter fyra år som borgmästare i Sant'Angelo Lodigiano efterträddes han 1968 av Giancarlo Manzoni.
I Sant'Angelo Lodigiano har en gata uppkallats efter Mario Beccaria.